# نمک رودبار
نمک رودبار، روستایی از توابع بخش مرکزی شهرستان سیاهکل در استان گیلان ایران است.

## جمعیت
این روستا در دهستان مالفجان قرار دارد و براساس آخرین سرشماری بیش از ۷۰۰ نفر جمعیت دارد

## شورای اسلامی روستای نمکرودبار
پس از رأی‌گیری انتخابات شورای نمکرودبار 
نفر اول:1_حسن دادوند
نفر دوم:2_داوود مهدوی
نفر سوم:3_حسن ابراهیم پور
انتخاب شدند
و دهیار :محمد عاقبتی 